# قطعنامه ۱۷۴۷ شورای امنیت
قطعنامه ۱۷۴۷ شورای امنیت نام قطعنامه‌ای است مربوط به پروندهٔ هسته‌ای جمهوری اسلامی ایران که در تاریخ ۲۴ مارس ۲۰۰۷ (میلادی)، (برابر با ۴ فروردین ۱۳۸۶) با رأی موافق تمامی پانزده عضو شورای امنیت سازمان ملل متحد، به تصویب رسید.
در قطعنامه ۱۷۴۷ که به اتفاق آرا تمامی اعضای دائمی و غیردائمی شورای امنیت به تصویب رسید، از تمامی کشورهای جهان خواسته شده‌است تا فعالیت خود با شرکت‌های ایرانی را که در زمینه انرژی هسته‌ای فعالیت دارند، محدود کنند. همچنین ممنوعیت صادرات و واردات سلاح‌های سنگین به ایران نیز از دیگر موارد صادره در این قطعنامه است.
همچنین شورای امنیت به جمهوری اسلامی ایران ۶۰ روز مهلت داد تا با تبعیت از این قطعنامه و در خواست‌های قطعنامه ۱۷۳۷ که پیش از آن تصویب شده بود، به فعالیت‌های «حساس اتمی» خود، از جمله غنی‌سازی اورانیوم پایان دهد.

## ضمیمه قطعنامه
در ضمیمه قطعنامه اسامی نهادها و افراد تحت تحریم به شرح زیر آمده‌است.

### نهادهای مرتبط با برنامه‌های هسته‌ای یا موشکی بالستیک ایران
- سازمان انرژی اتمی ایران
- شرکت مصباح انرژی
- کالا الکتریک
- شرکت پارس تراشه
- فرایند تکنیک
- سازمان صنایع دفاع
- شرکت هفتم تیر
- گروه صنعتی شهید همت
- گروه صنعتی شهید باقری
- گروه صنعتی فجر
- گروه صنعتی متالورژی و مهمات
- مرکز تولید و تحقیق سوخت هسته‌ای اصفهان و مرکز فناوری هسته‌ای اصفهان
- شرکت کاوشیار
- صنایع شیمیایی پارچین
- مرکز تحقیقات هسته‌ای کرج
- شرکت انرژی نوین
- گروه صنعتی موشک کروز
- بانک سپه و بانک بین‌المللی سپه
- گروه صنعتی صنام
- گروه صنعتی یا مهدی
- صنایع هوانوردی قدس
- شرکت خدمات هوایی پارس
- صنایع هوایی شوآ

### افراد مرتبط با برنامه‌های هسته‌ای یا موشکی بالستیک ایران
- محمد قنادی، نایب رئیس بخش توسعه و تحقیقات AEOI
- بهمن اصغرپور، مدیر اجرایی در اراک
- داوود آقاجانی، رئیس گرداننده نیروگاه غنی سازی سوخت در نطنز
- احسان منجمی، مدیر پروژه ساخت، نطنز
- جعفر محمدی، مشاور تکنیکی در AEOI
- علی حاجی نیا لیلابادی، مدیر کل شرکت مصباح انرژی
- سرتیپ محمد مهدی‌نژاد نوری، دانشگاه مالک اشتر
- احمد وحید دستجردی، رئیس سازمان صنایع هوانوردی
- رضاقلی اسماعیلی، سازمان صنایع هوانوردی
- مرتضی بهمنیار، سازمان صنایع هوانوردی
- فریدون عباسی دوانی، وزارت دفاع و پشتیبانی نیروهای مسلح
- محسن فخری‌زاده مهابادی، وزارت دفاع و پشتیبانی نیروهای مسلح
- سید جابر صفدری، مدیر نیروگاه غنی‌سازی نطنز
- امیر رحیمی، رئیس مرکز تولید و تحقیق سوخت هسته‌ای اصفهان
- محسن حجتی، رئیس گروه صنعتی فجر
- مهرداد اخلاقی کتابچی، رئیس گروه صنعتی شهید باقری
- ناصر ملیک، رئیس گروه صنعتی شهید همت
- احمد درخشنده، رئیس هیئت مدیره و مدیر عامل بانک سپه
- سرتیپ مرتضی رضایی، IRCG «معاون فرمانده سپاه پاسداران انقلاب اسلامی
- سرلشکر یحیی رحیم صفوی، فرمانده سپاه پاسداران انقلاب اسلامی
- سرتیپ حسین سلیمی، سپاه پاسداران انقلاب اسلامی
- دریابان علی اکبر  احمدیان، سپاه پاسداران انقلاب اسلامی
- سرتیپ محمدرضا زاهدی، سپاه پاسداران انقلاب اسلامی
- دریادار مرتضی صفاری، سپاه پاسداران انقلاب اسلامی
- سرتیپ محمد حجازی، سپاه پاسداران انقلاب اسلامی
- قاسم سلیمانی، سپاه پاسداران انقلاب اسلامی
- محمدباقر ذوالقدر، سپاه پاسداران انقلاب اسلامی